# Minuartia turcica
Minuartia turcica är en nejlikväxtart som beskrevs av Koç. Minuartia turcica ingår i släktet nörlar, och familjen nejlikväxter. Inga underarter finns listade i Catalogue of Life.